# Limpopoprovinsen
För andra betydelser, se Limpopo (olika betydelser).
Limpopoprovinsen (efter floden Limpopo) är en provins i norra Sydafrika med en yta på 123 910 km² och omkring 5,2 miljoner invånare (2007). Den gränsar till Botswana i nordväst, Zimbabwe i norr och Moçambique i öster. Huvudstad är Polokwane (Pietersburg).
Limpopoprovinsen ingick i Transvaalprovinsen fram till 1994 och hette under ett år Norra Transvaalprovinsen (Northern Transvaal), därefter Nordprovinsen (Northern Province) fram till 11 juni 2003. 

## Natur
Limpopoprovinsen ligger på den sydafrikanska högplatån och består främst av grässavann; klimatet är främst subtropiskt. Landskapet böljar mellan höga berg, särskilt i södra delen, men blir lägre mot gränstrakterna i nordväst, norr och öster. Limpopofloden bildar gräns mot Botswana och Zimbabwe, och provinsen dräneras av dess bifloder. Här finns stora vildmarksområden, plantager och ett varierat kulturlandskap.

## Näringsliv
Ekonomin är relativt dåligt utvecklad, och man exporterar framför allt råvaror medan man importerar raffinerade produkter. Bland näringar märks brytning av koppar, asbest, kol, järnmalm och platina, skogsbruk (Sydafrikas viktigaste) och jordbruk med odling av solrosor, bomull och majs (främst kring Nylstroom), tropiska frukter (främst kring Louis Trichardt och Tzaneen), samt te och kaffe (kring Tzaneen). Boskapshållning är en annan stor näring, liksom i viss mån jakt.
Provinsen har viss industri, huvudsakligen i mindre företag. 27,6 % av den arbetsföra befolkningen stod i september 2007 utan arbete, och många arbetar i Pretoria- och Johannesburg-området. Provinsen har stora problem med energi- och vattenförsörjning, sanitära förhållanden och bostäder.